# Czerna (powiat bolesławiecki)
Czerna (dawniej niem.: Tschirne, od 1937 Tonhain) – wieś w Polsce położona w województwie dolnośląskim, w powiecie bolesławieckim, w gminie Nowogrodziec.

## Podział administracyjny
W latach 1945–1954 siedziba gminy Czerna. W latach 1975–1998 miejscowość należała administracyjnie do województwa jeleniogórskiego.
Przez miejscowość przebiega droga krajowa DK94.

## Historia
Wieś o wszesnośredniowiecznej historii, w XIV i XV wieku należała do von Penzigów z Pieńska i von Rechenbergów z Kliczkowa. Od 1501 do 1547 była własnością rady miejskiej Lubania. Po 1945 osiedlili się tu repatrianci polscy z terenów Bośni i Hercegowiny.

## Położenie
Wieś założona nad potokiem Czerna Wielka i leżąca po jego obu stronach. Przez południową część Czernej przebiega historyczna droga ze Zgorzelca do Wrocławia, która także miała wpływ na ulokowanie w tym miejscu osady. Przy niej na zachód od wsi pozostałość po dawnym zajeździe (Chausseehaus), którego początki sięgają XVIII/XIX wieku. 
Po przeciwnej stronie drogi wyrobiska po eksploatacji surowca dla okolicznych garncarni. Na południowym krańcu wsi, przy zakręcie drogi w kierunku Gierałtowa dawny folwark - Czerna Górna (Ober Tonhain). Drugi folwark zwany Czerna Średnia (Mittel Tonhain) znajduje się na prawym brzegu potoku, około 300 m na północ od kościoła. Komunikacyjnie i historycznie związany był z pobliską Zebrzydową, do której prowadzi wysadzona drzewami droga, wychodząca z zabudowań folwarcznych prosto w kierunku wschodnim.

## Zabytki
Do wojewódzkiego rejestru zabytków wpisany jest obiekt:
- Kościół św. Stanisława z XVI[5], wybudowany na miejscu starszej świątyni, przebudowany w 1830[4].